# Емеше Сас
Емеше Сас (угор. Szász Emese; нар. 7 вересня 1982 року, Будапешт, Угорщина) — угорська фехтувальниця (шпага), олімпійська чемпіонка 2016 року в індивідуальній шпазі, призерка чемпіонатів світу та Європи. 

## Виступи на Олімпіадах
| Олімпіада   | Дисципліна          | Місце |
| ----------- | ------------------- | ----- |
| Пекін 2008  | індивідуальна шпага | 12    |
| Лондон 2012 | індивідуальна шпага | 17    |
| Ріо 2016    | індивідуальна шпага | 1     |